# Лондонский молоток

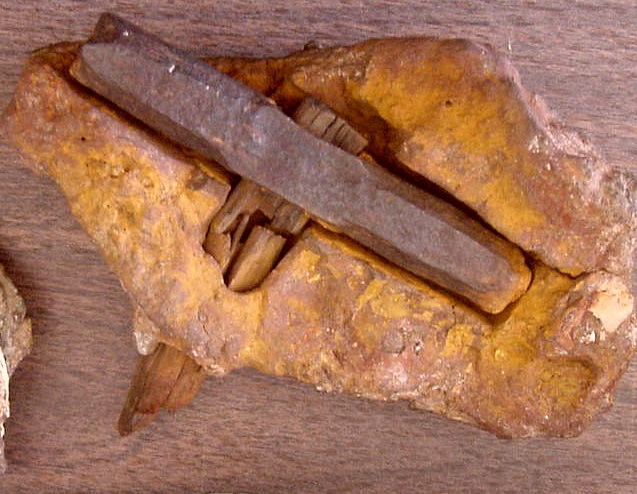
Лондонский молоток в 1986

Ло́ндонский молото́к — артефакт, найденный в куске известняка мелового или ордовикского периода близ техасского города Лондон в 1934 году.

## История появления
Лондонский молоток случайно обнаружили супруги Макс и Эмма Хан (англ. Max & Emma Hahn) недалеко от техасского города Лондон (США). По разным данным это случилось в 1934 либо 1936 году. Кусок известняка с торчащим из него артефактом лежал среди прочих камней рядом с тропинкой на уступе берега ручья Ред Крик (англ. Red Creek). Не существует никаких фотографий или иной надёжной документации, подтверждающей точные обстоятельства этой находки. В 1946, а по другим данным в 1947 году, Джордж, сын супругов Хан, расколол каменное образование вокруг находки, полностью её раскрыв.
В 1983 году артефакт купил Карл Бо, известный американский младоземельный креационист. С тех пор он является одним из ключевых экспонатов его Музея свидетельств Сотворения мира.

## Общие сведения
Лондонский артефакт представляет собой молоток с фрагментом деревянной рукоятки, подобный распространённым в США в XVIII—XIX веках. Металлическая головка составляет порядка 150 мм в длину и 25 мм в диаметре. Её материал, как было установлено, представляет собой 96,6 % железа, 2,6 % хлора и 0,74 % серы. Рукоятка молотка состоит из неминерализованной древесины с несколькими небольшими чёрными участками обугливания по краям.

## Версия происхождения
Проводившимися исследованиями установлено, что найденный молоток изготовлен приблизительно во второй половине XIX века. Хотя его включение в каменный монолит и удивляет людей, незнакомых с геологическими процессами, наиболее вероятно то, что в недавнем прошлом он просто упал в каменную трещину, где грунтовыми водами был закупорен известняковыми отложениями, по составу сходными со сталактитами.